# جيري أبوت
جيري أبوت (بالإنجليزية: Jerry Abbott)‏ هو منتج أسطوانات وكاتب أغاني أمريكي، ولد في 8 أبريل 1942 في أبيلين في الولايات المتحدة.

## وصلات خارجية
- جيري أبوت على موقع ميوزك برينز (الإنجليزية)
- جيري أبوت على موقع ديسكوغز (الإنجليزية)